# 长果报春属
长果报春属（学名：Bryocarpum）为报春花科的一个属。本属为单属种。分布于中国的西藏南部、不丹和锡金。

## 下属物种
本属包括以下物种：
- 长果报春 Bryocarpum himalaicum Hook.fil. & Thomson